# Melrose Park (Illinois)
Melrose Park ist eine Stadt im Cook County im US-Bundesstaat Illinois, Vereinigte Staaten, mit 23.171 Einwohnern (Stand: 2000).
Melrose Park war lange Zeit hauptsächlich von Italo-Amerikanern bewohnt. Heute bilden vor allem mexikanischstämmige Amerikaner den Großteil der Einwohner.

## Geographie
Nach den Angaben des United States Census Bureau hat Melrose Park eine Gesamtfläche von 10,98 km², alles Land. Das Stadtgebiet ist unregelmäßig geschnitten, umschließt Stone Park fast vollständig sowie eine  uninkorporierte Exklave mit der Maywood Park Race Track. Ein Teil der nichtinkorporierten Gebiete der Leyden Township wird von Melrose Park umschlossen, und die dortigen Liegenschaften haben eine postalische Adresse in Melrose Park.
Die wichtigste Ost-West-Verbindung ist die West Lake Street, die etwas nördlich seiner südöstlichen Ecke das Stadtgebiet erreicht und dann in westnordwestlicher Richtung die ganze Ost-West-Erstreckung von Melrose Park durchläuft. Der westliche Abschnitt bis zur North Mannheim Road ist der U.S. Highway 20, während die Highways U.S. 12 und U.S.45 als North Mannheim Road in Nord-Süd-Richtung durch Melrose Park führen. Weitere wichtige Verbindungen sind die Illinois State Route 64 oder North Avenue, die abschnittsweise auch die nördliche Stadtgrenze darstellt sowie die North 25th Avenue.

## Geschichte
Die Bewohner eines damals nicht inkorporierten Teils der Proviso Township stimmten 1882 dafür, ihre eigene Munizipalität zu gründen. Diese hieß zunächst Melrose, 1894 wurde Park zum Namen hinzugefügt. Die Bevölkerung des Gebiets unterlag einem stetigen Zuzug. Zum Beginn des 20. Jahrhunderts lebten 2592 Einwohner in Melrose Park, doch flachte sich das Bevölkerungswachstum ab.
Am 19. April 1920 schnitt am Palmsonntag ein Tornado mit der Stärke F4 eine 100 m breite und über 1000 m lange Schneise durch die Ortschaft und tötete zehn Bewohner. Die Sacred Heart Church und der zugehörige Konvent wurden zerstört.
In den Jahren nach dem Ersten Weltkrieg begann die Wirtschaft in Amerika zu boomen und eine Reihe von Unternehmen gründete oder erweiterte Betriebe in Melrose Park, sodass die Zahl der Arbeitsplätze in der Region stetig zunahm. Dieser Trend hielt nach dem Zweiten Weltkrieg an, als weitere Unternehmen sich in Melrose Park niederließen, darunter Zenith Electronics, Alberto-Culver und International Harvester (nun Navistar).

## Demographie
Zum Zeitpunkt des United States Census 2000 bewohnten Melrose Park 23.171 Personen. Die Bevölkerungsdichte betrug 2110,0 Personen pro km. Es gab 7905 Wohneinheiten, durchschnittlich 719,8 pro km. Die Bevölkerung in Melrose Park bestand zu 71,53 % aus Weißen, 2,92 % Schwarzen oder African American, 0,49 % Native American, 1,99 % Asian, 0,01 % Pacific Islander, 20,08 % gaben an, anderen Rassen anzugehören und 2,97 % nannten zwei oder mehr Rassen. 53,88 % der Bevölkerung erklärten, Hispanos oder Latinos jeglicher Rasse zu sein.
Die Bewohner Melrose Parks verteilten sich auf 7631 Haushalte, von denen in 37,5 % Kinder unter 18 Jahren lebten. 51,8 % der Haushalte stellten Verheiratete, 12,7 % hatten einen weiblichen Haushaltsvorstand ohne Ehemann und 28,6 % bildeten keine Familien. 24,1 % der Haushalte bestanden aus Einzelpersonen und in 9,5 % aller Haushalte lebte jemand im Alter von 65 Jahren oder mehr alleine. Die durchschnittliche Haushaltsgröße betrug 3,03 und die durchschnittliche Familiengröße 3,61 Personen.
Die Bevölkerung verteilte sich auf 27,4 % Minderjährige, 11,6 % 18–24-Jährige, 32,6 % 25–44-Jährige, 17,5 % 45–64-Jährige und 10,9 % im Alter von 65 Jahren oder mehr. Der Median des Alters betrug 31 Jahre. Auf jeweils 100 Frauen entfielen 100,6 Männer. Bei den über 18-Jährigen entfielen auf 100 Frauen 99,3 Männer.
Das mittlere Haushaltseinkommen in Melrose Park betrug 40.689 US-Dollar und das mittlere Familieneinkommen erreichte die Höhe von 46.963 US-Dollar. Das Durchschnittseinkommen der Männer betrug 31.353 US-Dollar, gegenüber 24.961 US-Dollar bei den Frauen. Das Pro-Kopf-Einkommen belief sich auf 16.206 US-Dollar. 10,2 % der Bevölkerung und 8,7 % der Familien hatten ein Einkommen unterhalb der Armutsgrenze, davon waren 11,0 % der Minderjährigen und 10,6 % der Altersgruppe 65 Jahre und mehr betroffen.

## Wirtschaft
Der Musikinstrumentenhersteller Schilke Music Products ist in Melrose Park ansässig.
Der Kiddieland Amusement Park hatte 1929 eröffnet und war bis September 2009 zugänglich.

## Sport
Seit 2012 ist Melrose Park die sportliche Heimat der Chicago Vipers, einer Mannschaft der Continental Indoor Football League.

## Bekannte Bewohner
- Joseph Aiuppa (1907–1997), Mobster und Boss des Chicago Outfit, wurde hier geboren
- Anna Chlumsky (* 1980), Schauspielerin, ging in Melrose Park zur High School
- Tim Costo (* 1969), Baseballspieler in der MLB, wurde hier geboren
- Michael Finley (* 1973), Basketballspieler in der NBA, wurde hier geboren
- Roy Gleason (* 1943), Baseballspieler bei den Los Angeles Dodgers
- Dennis Grimaldi, Schauspieler, Regisseur und Produzent, wurde hier geboren
- Ken Grundt (* 1969), Baseballspieler in der MLB, wurde hier geboren
- Phil Heemstra (1941–2019), amerikanisch-südafrikanischer Ichthyologe, wurde hier geboren
- Carol Lawrence (* 1932), Schauspielerin und Sängerin, wurde hier geboren
- Corey Maggette (* 1979), Basketballspieler in der NBA, wurde hier geboren
- Gail Mancuso (* 1958), Fernsehregisseurin, wurde hier geboren
- Vasili Spanos (* 1981), Baseballspieler, griechischer Olympiateilnehmer (2004), wurde hier geboren
- Mike Woodard (* 1960), Spieler in der MLB, wurde hier geboren

## Belege
1. ↑  G001 - Geographic Identifiers - 2010 Census Summary File 1. United States Census Bureau, archiviert vom Original am 13. Februar 2020; abgerufen am 13. November 2018 (englisch).  Info: Der Archivlink wurde automatisch eingesetzt und noch nicht geprüft. Bitte prüfe Original- und Archivlink gemäß Anleitung und entferne dann diesen Hinweis.
2. 1 2  Melrose Park, IL. Abgerufen am 18. November 2018.
3. ↑  Fidencio Marbella, Margaret Flanagan: Melrose Park, Illinois (= Images of America Series). Arcadia Publishing, 2009, ISBN 978-0-7385-6093-9, S. 85–104 (englisch).
4. ↑  Population and Housing Unit Estimates. Abgerufen am 18. November 2018 (englisch).
5. ↑  Census of Population and Housing. Census.gov, abgerufen am 18. November 2018 (englisch).